# Plum Lake, Wisconsin
Plum Lake là một thị trấn thuộc quận Vilas, tiểu bang Wisconsin, Hoa Kỳ. Năm 2010, dân số của thị trấn này là 485 người.